# Combat aérien
Pour les articles homonymes, voir Dogfight.
 (janvier 2011).

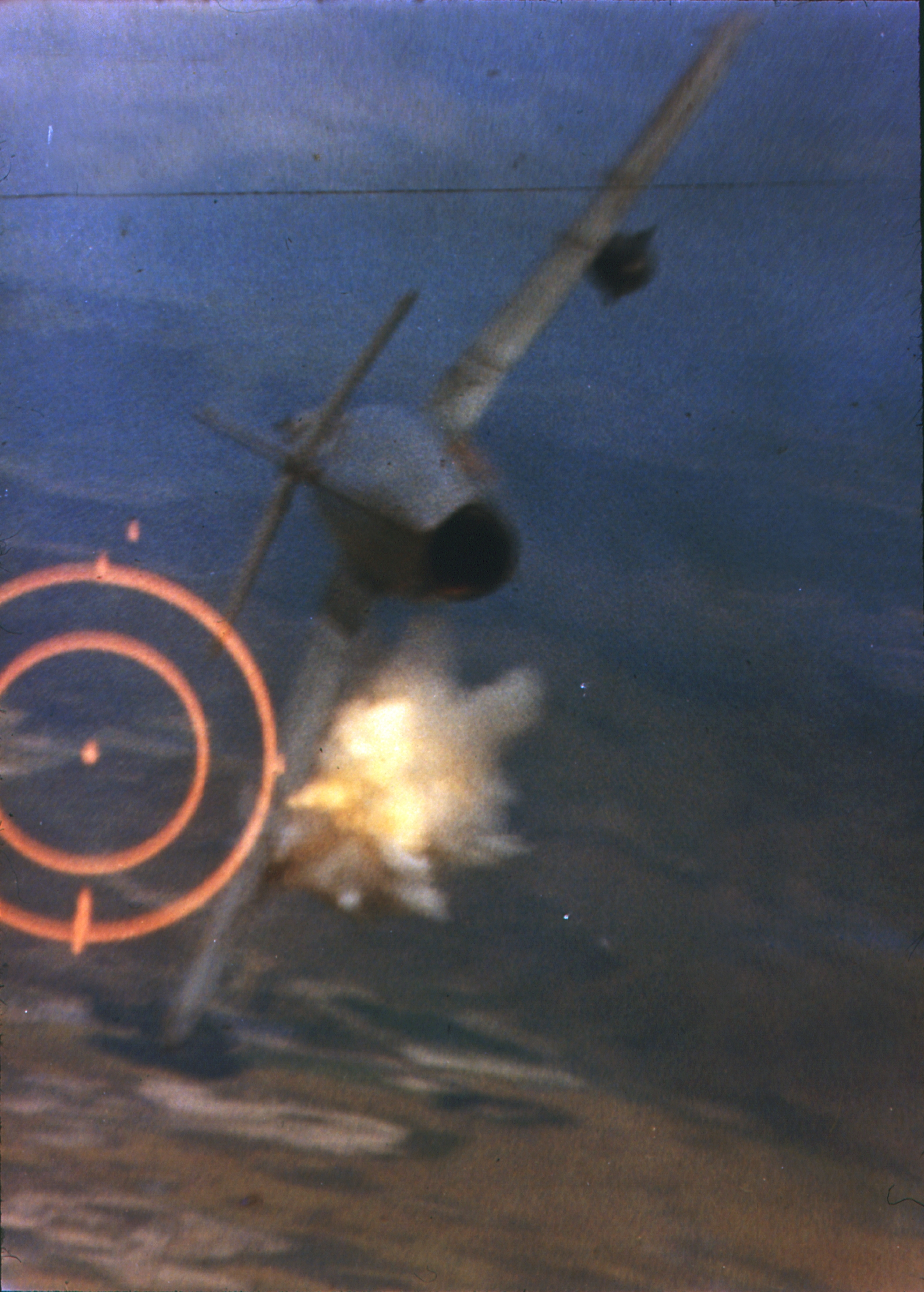
Un MiG-17 de la Force aérienne populaire vietnamienne touché par le tir du canon M61 Vulcan d'un Republic F-105 Thunderchief de l’USAF le 3 juin 1967.

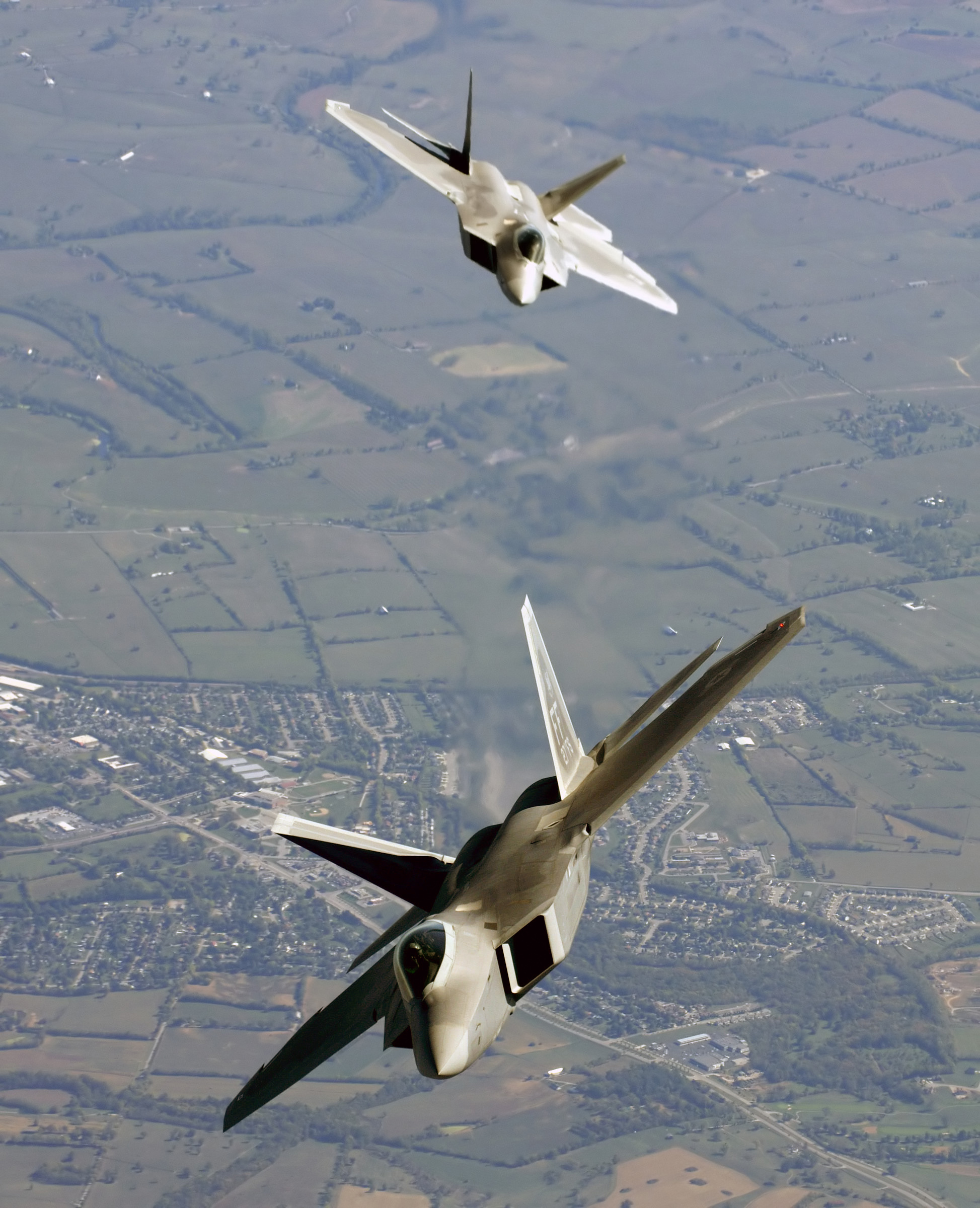
Vol de deux F-22 Raptors au-dessus de l'Utah, aux États-Unis, pour leur premier déploiement simulant un combat aérien.

Un combat aérien est un combat se situant dans les airs et n'opposant que des appareils aériens. Plusieurs combats aériens légendaires ont eu lieu au cours de la Première Guerre mondiale et de la Seconde Guerre mondiale.

## Historique
Même si le maréchal Foch considérait l'aviation comme du « beau sport », l'utilité militaire des aéroplanes fut rapidement démontrée, notamment au cours de la bataille de Tannenberg, à propos de laquelle un général allemand déclara : « Sans l'aviation, pas de Tannenberg possible. » En effet, des renseignements cruciaux y furent recueillis grâce à des appareils d'observation. Les machines utilisées ainsi au début de la guerre n'étaient encore guère voire pas du tout différentes des machines civiles.
Cependant, même si l'observation semblait l'utilité première de l'aviation au début du conflit, le personnel navigant ne tarda pas à s'armer, le plus souvent de son propre chef : si certains emportaient un fusil à bord, certains disposaient d'une mitrailleuse, comme le sergent Frantz et le caporal Quenault, qui à bord de leur biplan Voisin III sont les auteurs de la toute première victoire aérienne jamais enregistrée, le 5 octobre 1914,,. Paradoxalement, le lieutenant von Zangen, qui fut tué durant ce combat alors qu'il pilotait un Aviatik B.II, ne fut pas la première victime des combats aériens. Ce funeste titre revient au capitaine russe Piotr Nesterov et à un pilote austro-hongrois qui périrent après que le premier eut percuté volontairement l'avion du second, le 8 septembre 1914.
Un problème majeur se pose : comme il apparait très vite que les appareils les plus performants pour la chasse aérienne sont ceux dont l'hélice est tractive, c'est-à-dire placé devant le pilote, comment trouver un système permettant le tir vers l'avant, à travers le disque formé par l'hélice en mouvement ? Sur un biplan, il est possible d'installer une mitrailleuse sur le plan supérieur, au-dessus de l'hélice, mais la visée et le maniement de l'arme et des munitions ne sont pas des plus pratiques. Sur un monoplan, le problème reste entier.
Roland Garros a l'idée d'utiliser des déflecteurs blindés, montés sur les pales à la hauteur du canon, afin de dévier les balles qui rencontreraient l'hélice. Ce qui lui permet de rencontrer quelques succès, malgré la fiabilité relative de ce dispositif et du gaspillage de balles qu'il induit. Mais il sera contraint d'atterrir en avril 1915 derrière les lignes ennemies, sera fait prisonnier pendant que son invention sera examinée par des ingénieurs allemands dirigés par Anthony Fokker.
Celui-ci, inspiré par les déflecteurs de Garros et probablement par les travaux de l'ingénieur suisse Franz Schneider, développa un système de synchronisation du tir des mitrailleuses : une tige en métal en bloque le mécanisme interne à chaque passage de l'hélice devant l'orifice de l'arme. Chaque balle part ainsi entre deux pales. Ce système va équiper le Fokker E.III.
En août 1915 les premiers exemplaires arrivent sur le front ouest : c'est un appareil aux performances relativement médiocres, mais son armement va le faire surnommer le fléau Fokker (Fokker Scourge en anglais) par les alliés, qui n'ont aucun appareil équivalent à lui opposer, malgré la présence du Vickers F.B.5 (premier avion au monde conçu pour le combat aérien), et ce jusqu'à l'apparition du Airco DH.2 en 1916. Il sera l'appareil des premiers as allemands (pour être un as, il fallait avoir descendu au moins cinq appareils ennemis).
C'est à son bord que Max Immelman inventera la première manœuvre dédiée au combat aérien, qui portera son nom.
Petit à petit, les tactiques se codifient : on parlera alors de dogfight, ou combat tournoyant. Il s'agit de se placer le premier derrière son adversaire. La maniabilité est alors une qualité prépondérante pour un chasseur : les biplans sont finalement préférés aux monoplans, car plus agiles (les triplans le seront encore plus, mais au détriment des performances, et il y aura des essais de quadriplans, comme le Armstrong Whitworth F.K.10)
Oswald Boelcke sera le premier à formuler les règles du combat aérien dans la Dicta Boelcke.

## Les manœuvres du combat aérien

### Tactiques
Il y a six choses principales dont le pilote doit être conscient au moment d'envisager un engagement aérien.
- La plus importante est d'acquérir et de conserver la visibilité de l'ennemi.
- Les limitations structurelles, aussi bien de l'attaquant que du défenseur, doivent être prises en compte, comme le rapport poids-poussée, la charge alaire, et la « corner speed » (vitesse maximale/minimale à laquelle l'avion peut atteindre la meilleure vitesse en virage).
- Certains facteurs limitants doivent également être pris en compte, comme le rayon de virage, le taux de virage, et l'énergie spécifique de l'avion.
- La position de l'aéronef doit rapidement être évaluée, y compris l'écart AOT[N 1], et la vitesse de rapprochement.
- En outre, le pilote doit être conscient de la position de son ailier, et maintenir avec lui une bonne communication.

Au cours du combat, le pilote tente de conserver l'énergie de son avion par des manœuvres judicieusement préparées et exécutées. En utilisant de telles manœuvres, un pilote devra souvent faire des compromis entre son énergie potentielle (d'altitude), et son énergie cinétique (vitesse), afin de maintenir le ratio poids-poussée de l'avion. Une manœuvre comme le « yo-yo bas » permet de convertir de l'altitude en vitesse pour gagner en vitesse de rapprochement sur l'ennemi et diminuer le rayon de virage. La manœuvre inverse, un « yo-yo haut », convertit de la vitesse en altitude, en stockant littéralement de l'énergie dans une « banque d'altitude », ce qui permet à un attaquant rapide de réduire sa vitesse de rapprochement.
L'attaquant a le choix entre trois façons de poursuivre un ennemi en virage :
- la poursuite « en angle de retard » se produit lorsque le nez de l'attaquant pointe en arrière de la queue de l'ennemi. Elle permet à l'attaquant d'augmenter ou de maintenir sa distance sans dépasser la cible.
- la poursuite « en angle d’avance » se produit lorsque le nez de l'attaquant pointe en avant de l'ennemi. Elle est utilisée pour diminuer la distance entre les aéronefs et pendant les attaques au canon, où il faut viser l'endroit où se trouvera la cible à l'arrivée des balles.
- la poursuite « en calque » se produit lorsque le nez de l'attaquant pointe directement vers le défenseur. Elle est utilisée quand la plupart des missiles ont été tirés, et est la position la plus difficile à maintenir.

Le combat tournoyant peut se dérouler dans un nombre infini de plans géométriques. Les pilotes sont encouragés à éviter les manœuvres dans les plans strictement verticaux et horizontaux, et à utiliser plutôt les plans obliques, beaucoup plus difficiles à suivre pour un adversaire.
Les manœuvres employées par l'attaquant peuvent également être utilisées par le défenseur pour s'échapper, ou pour acquérir un avantage tactique sur son adversaire. D'autres facteurs peuvent également être utilisés pour manœuvrer l'aéronef, comme le lacet, la traînée, la portance et les vecteurs de poussée.

Un facteur clé dans toutes les batailles est celui de « séparation queue-nez ». Tout en se rapprochant suffisamment pour tirer, un attaquant doit garder le nez de son avion assez loin de la queue du défenseur pour être en mesure d'obtenir une bonne ligne de visée, et pour éviter un dépassement.

Le défenseur va également utiliser toutes les manœuvres permettant d'entraîner un dépassement, en essayant d'échanger son propre rôle avec celui de l'attaquant.

### Passes et croisements
La plupart des engagements air-air durant moins d’une minute, le premier à prendre l’avantage dans les toutes premières secondes est en principe le vainqueur.
Opter pour une vitesse de vol élevée laisse l’avantage de la maniabilité à l’ennemi, mais permet à l’attaquant de se tenir hors de portée des armements ennemis pendant la presque totalité du combat.
En situation de face à face, le croisement entre les deux avions est inévitable ; il conduit en principe à deux types d’engagement :
- passes éclair avec conservation de la vitesse maximum.
- combat tournoyant :  combat « au couteau » en comptant sur les performances en virage de son appareil pour gagner la partie.

Selon le sens de virage des adversaires, ce peut être un combat en 2 cercles (ou « combat en tête-à-queue ») lorsque les deux chasseurs virent l’un vers l’autre au croisement, ou un combat en cercle unique lorsque les deux adversaires virent dans la même direction. Le moment du premier virage revêt une importance cruciale. Virer trop tôt, ou au contraire trop tard, ôte l’avantage et s’avère souvent fatal.

### Figures d’attaque et de défense

#### Virage de dégagement
Le virage de dégagement est la plus élémentaire des manœuvres de combat ; il sert à gagner rapidement en écart AOT lorsque l’adversaire s’apprête à tirer.

#### Yo-yo haut
Le yo-yo haut est à la base de toute manœuvre aérienne offensive et remplace les manœuvres intelligentes par des tactiques mettant en jeu un fort facteur de charge. Il permet de réduire l’écart AOT en contrepartie d’une augmentation de distance entre l’attaquant et la cible.

#### Yo-yo bas
Le yo-yo bas est l’inverse logique du yo-yo haut ; il remplit la fonction exactement inverse. Alors que le yo-yo haut réduit l’écart AOT et augmente la distance, le yo-yo bas amplifie l’AOT tout en réduisant la distance.

#### Tonneau barriqué
Le tonneau barriqué doit son nom à la trajectoire décrite par l’avion, en forme de tire-bouchon. C’est une manœuvre qui permet de conserver de l’énergie et qui présente un potentiel à la fois offensif et défensif.

#### Ciseaux
Les ciseaux sont une succession de virages droite-gauche effectués par les deux adversaires qui se croisent en essayant de passer l’un derrière l’autre.

#### Immelmann
L’Immelmann est une manœuvre exécutée dans le plan vertical qui permet un changement de cap. La manœuvre commence par un cabré, suivi par une demi-boucle pour se retrouver en vol inversé, à une altitude supérieure et au cap opposé à l’entrée, terminée par un  demi-tonneau.

Le Split-S (ou « Immelmann inversé ») est comparable à l’Immelmann, à la différence que la demi-boucle est exécutée vers le bas.

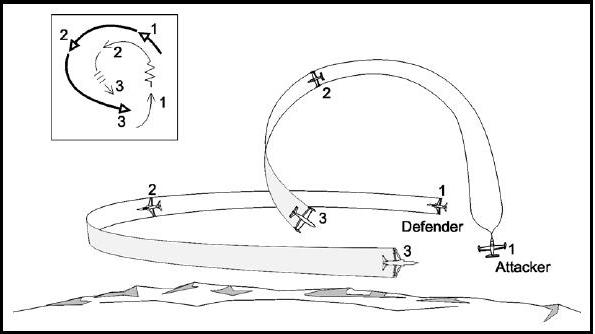
Vue schématique d'un yo-yo haut.
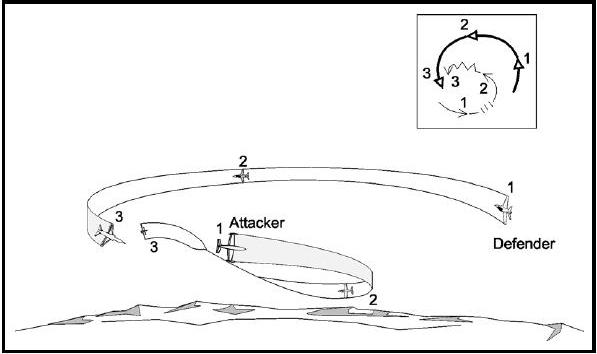
Vue schématique d'un yo-yo bas.
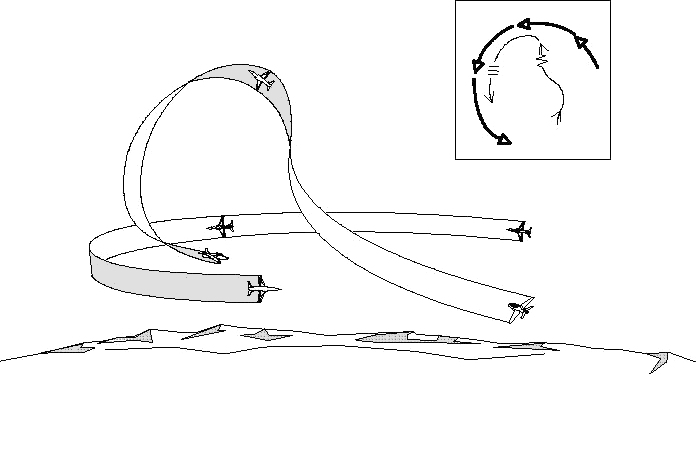
Vue schématique d'un tonneau barriqué.
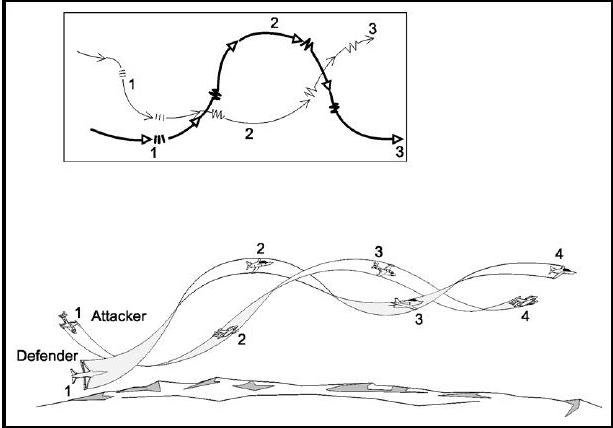
Vue schématique de ciseaux à plat.
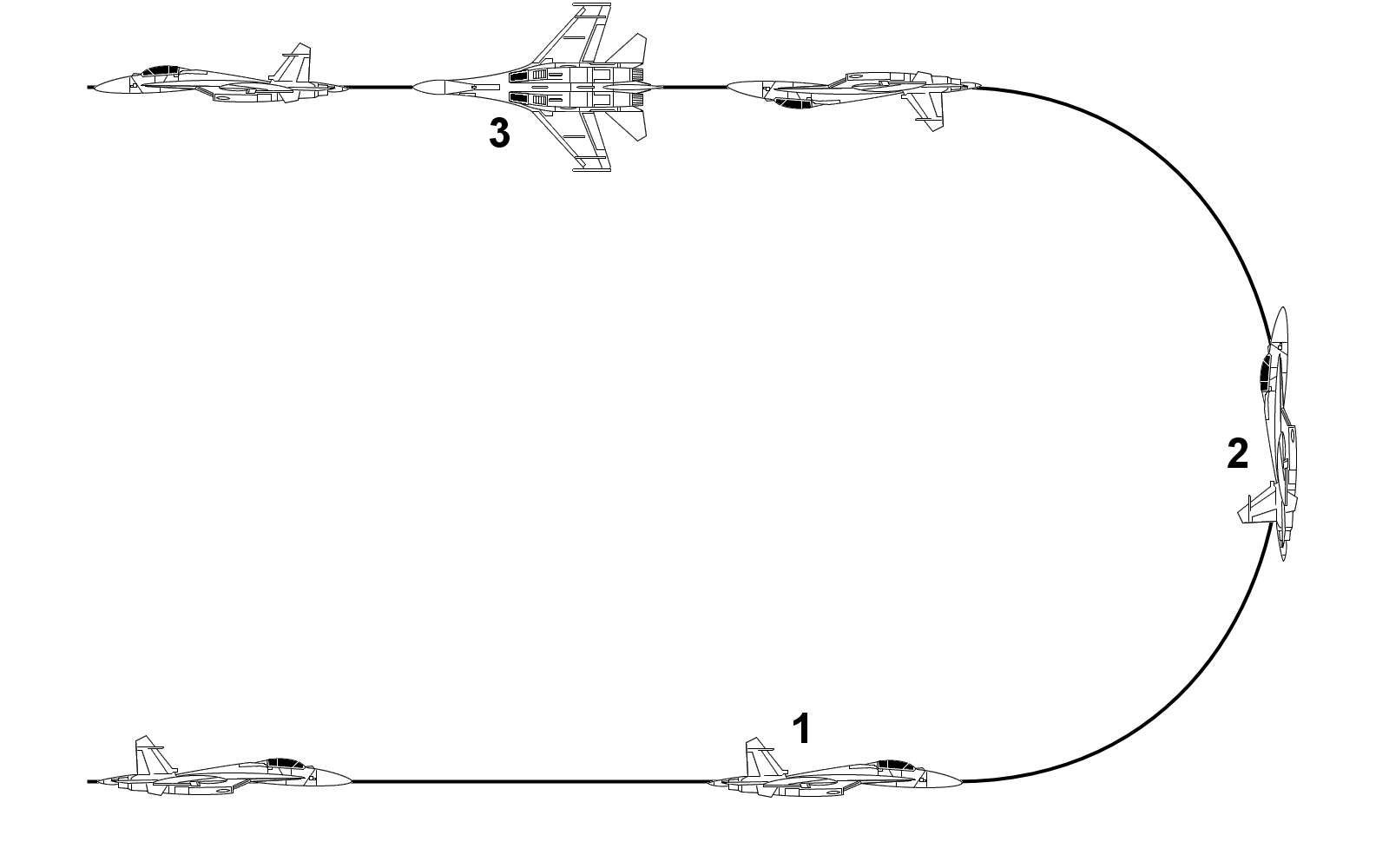
Vue schématique d'un Immelmann.

### Formations de combat
Lorsque deux avions ou plus volent en formation, celle-ci diffère selon la mission à effectuer, le nombre d’appareils, le temps, le type d’appareil ou encore le pays d’origine.

Quelques formations classiques :
- formation en « V »
- formation en « Echelon »
- formation en « Finger-Four »

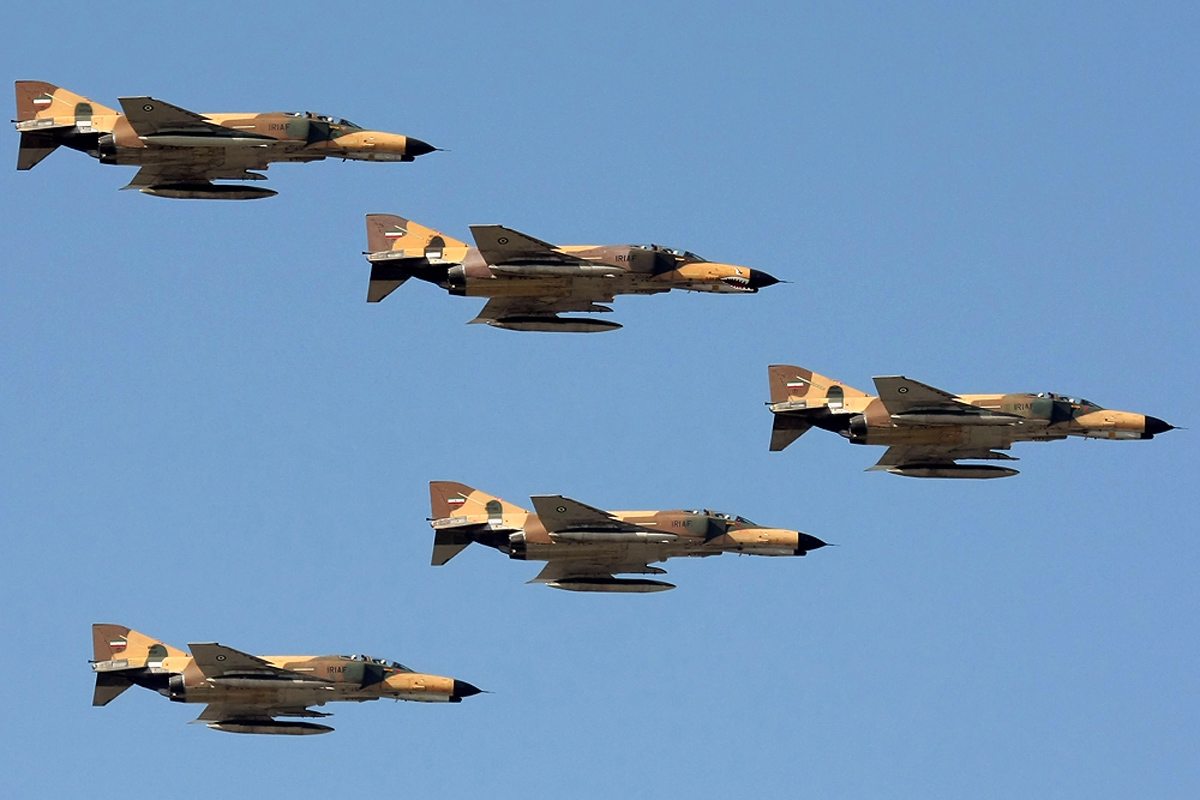
Formation en V de F-4 Phantom de la Force aérienne de la République islamique d'Iran.
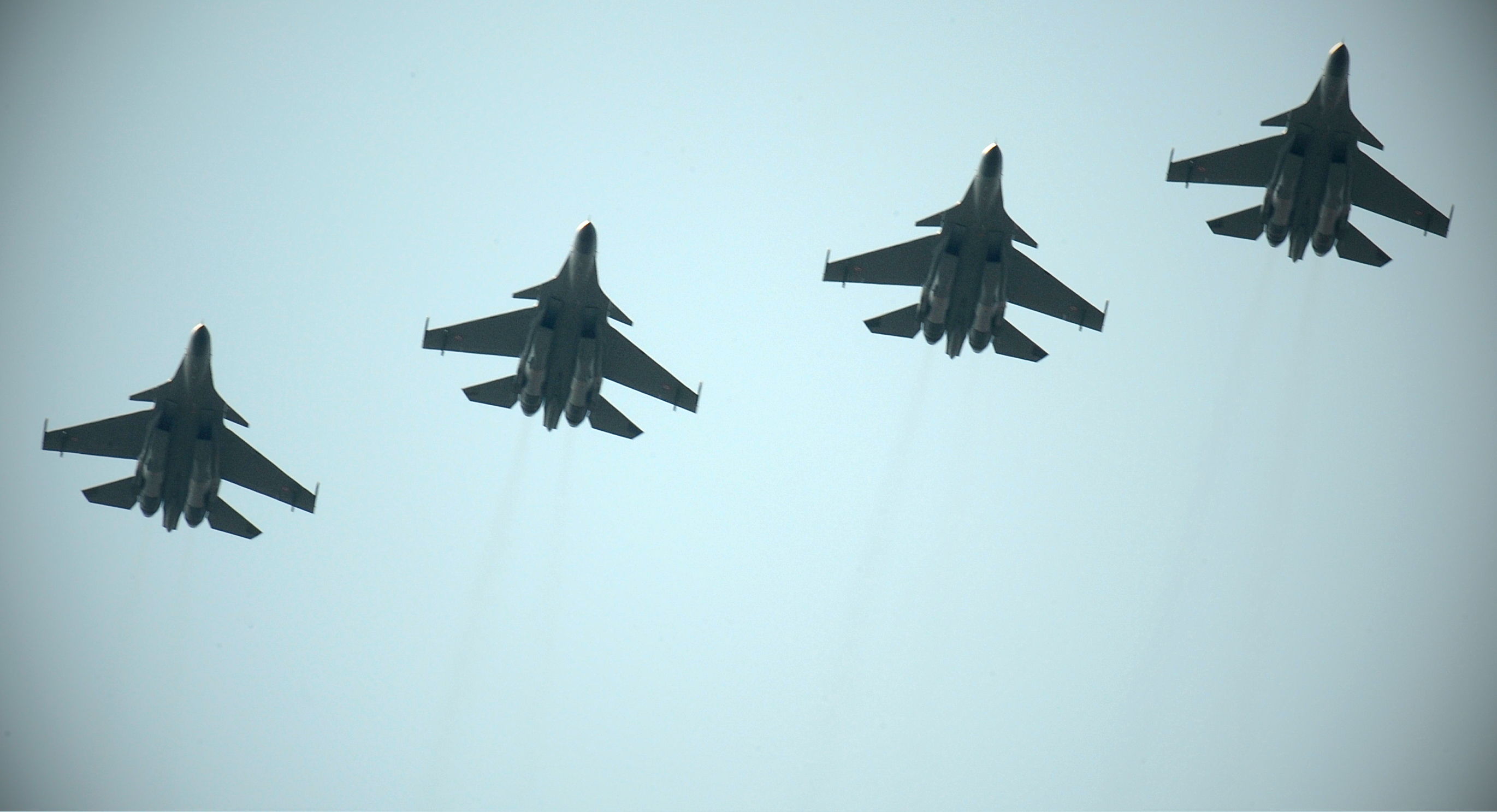
Formation en échelon de quatre Soukhoï Su-30 indiens.
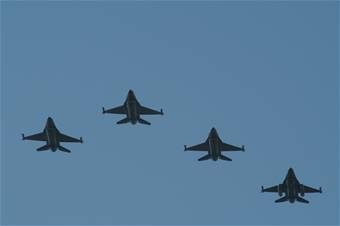
Formation en Finger-Four de F-16 de l'USAF.

## Le combat aérien moderne
Le combat aérien moderne est divisé en deux phases : au-delà de la portée visuelle (BVR) et à portée visuelle (WVR).
Les tactiques dans chacune de ces phases sont très différentes.

### Combat BVR

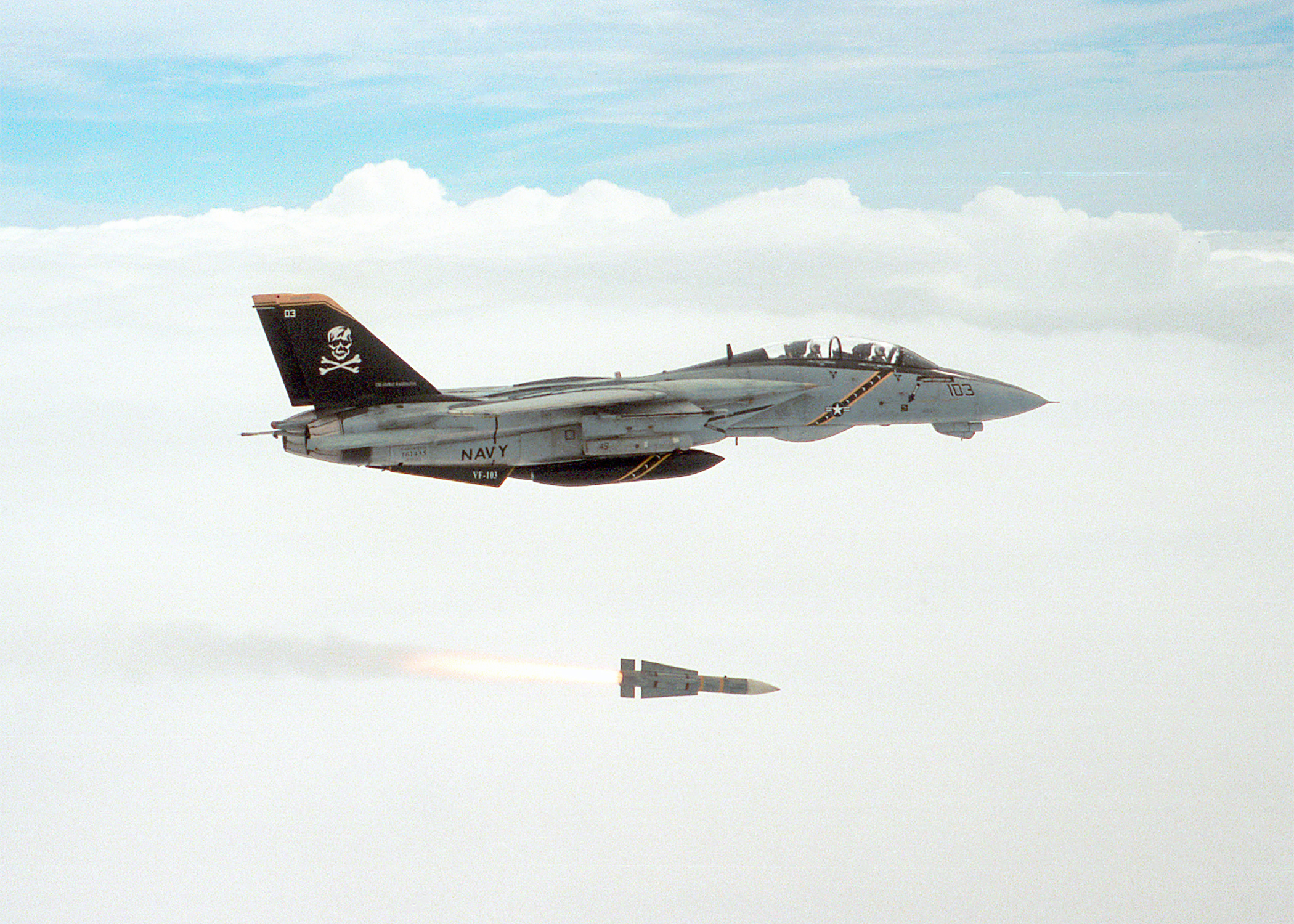
Tir d'un missile air-air longue portée AIM-54 Phoenix par un F-14B de l'US Navy.

La phase BVR est largement déterminée de nos jours par la connaissance de la situation globale (situation awareness), et par l'existence de liaisons de données tactiques avancées telles que la Liaison 16. Cette technologie permet à des avions de partager les données de leurs capteurs avec d'autres avions, ainsi qu'avec d'autres plates-formes équipées de radars aéroportés. Ainsi chacun des aéronefs n'est plus isolé, mais partage avec tous les autres la même image de la situation tactique.
Dans la phase BVR, une patrouille aérienne localise et évalue un groupe menaçant, et décide de l'opportunité de l'engager. Si la décision d'engager est prise, la menace est analysée et un plan d'attaque est élaboré. Ceci peut impliquer un « tri » du groupe (en attribuant à chaque avion de la patrouille une menace spécifique à poursuivre), ou le déclenchement d'une manœuvre destinée par exemple à déborder le groupe ennemi.
Le groupe ennemi va, à son tour, effectuer ses propres contre-manœuvres.
Toutes ces manœuvres ont pour objectif de placer l'ennemi dans la zone d'engagement de missiles à longue portée, tout en conservant une position avantageuse ou un avantage numérique.
La tactique d'emploi des missiles APV dépend en grande partie des forces et des faiblesses de ses propres missiles par rapport à ceux de l'ennemi. Les missiles à longue portée possèdent un autodirecteur semi-actif, et contraignent l'avion à rester accroché sur l'ennemi jusqu'à ce que l'autodirecteur du missile puisse acquérir la cible. Depuis les années 2020, il est possible sur certains appareils et d'effectuer un tir collaboratif en lançant un missile tel le AIM-260 JATM sur coordonnées fourni par un autre avion ou radar au sol qui le guide ensuite vers sa cible. 
Tirer un missile implique des changements de vitesse. Le missile doit avoir autant d'énergie cinétique que possible, de sorte que l'avion doit être aussi rapide que possible lors du tir. Cependant, une fois le missile tiré, il faut supposer que l'ennemi a tiré lui aussi un missile, et se défendre contre cette menace.
Pour ce faire, il faut forcer le missile ennemi à dépenser autant d'énergie que possible. Une manœuvre typique consiste à ralentir et à se placer en limite de détection de l'avion ennemi par son propre radar, donnant ainsi au missile ennemi le chemin le plus long possible à parcourir. Dès que l'autodirecteur du missile ami a accroché la cible, le pilote est libre de se défendre.
La défense antimissile peut être purement défensive (« drag » : manœuvre consistant à effectuer un virage à 180°, à accélérer aussi vite que possible, et à faire en permanence des virages à 90° pour forcer le missile à manœuvrer) ou peut être un mélange de manœuvres défensives et offensives (« beam » : manœuvre consistant à se mettre sur une trajectoire perpendiculaire à celle du missile en effectuant des montées et des plongées pour forcer le missile à manœuvrer).
Dans les deux cas, on force le missile à dépenser son énergie de sorte qu'il n'en a plus assez en phase terminale de son vol. L'avantage du « drag » est que la probabilité de faire échouer le missile est élevée; l'inconvénient est que la position par rapport au combat est purement défensive.
En complément aux manœuvres de défenses cinématiques, le pilote met en œuvre des contre-mesures afin de tromper le radar du missile ennemi.

### Combat WVR

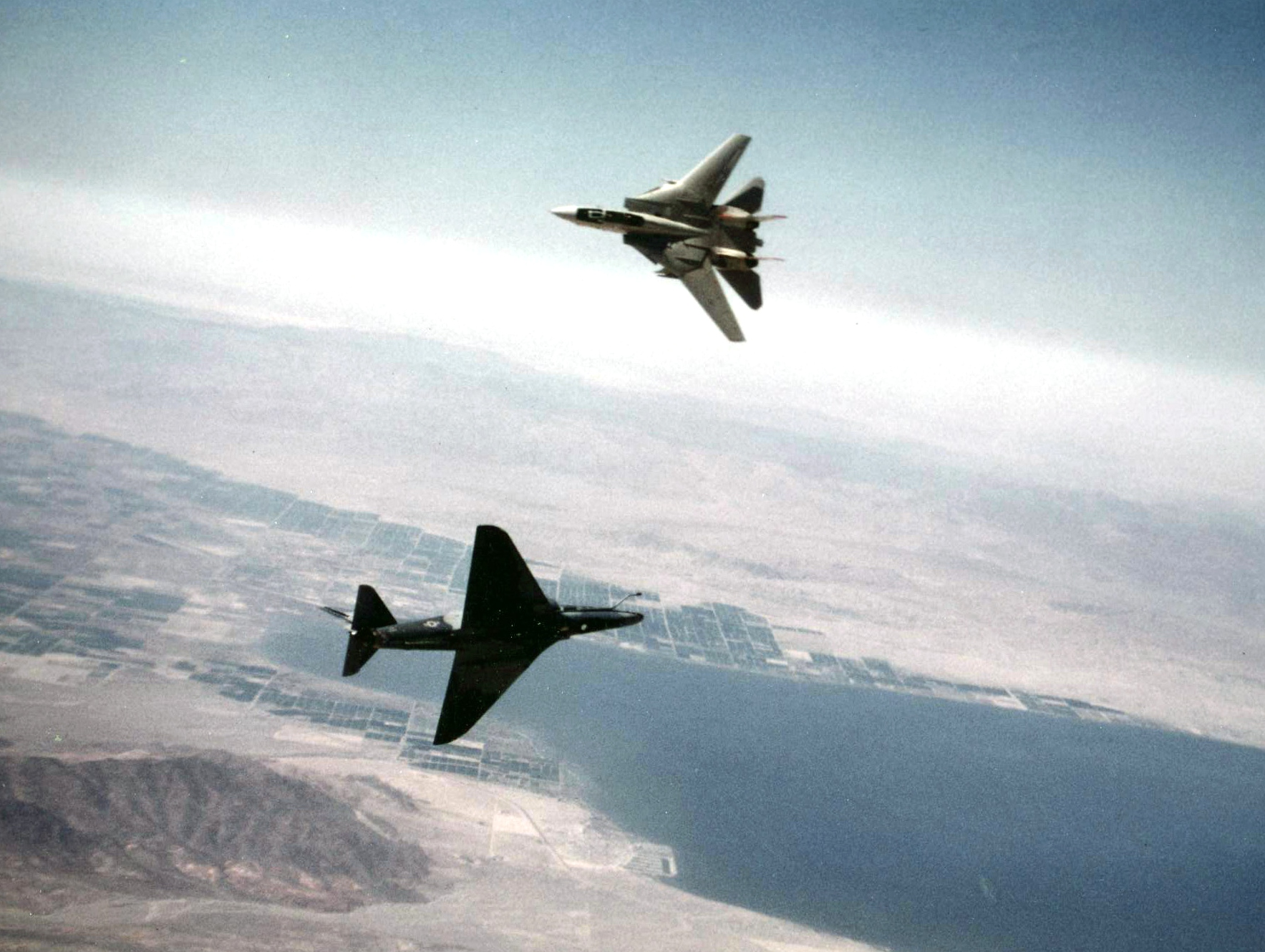
Un A-4F de l'US Navy en exercice de combat tournoyant avec un F-14.

Si les aéronefs survivent à la rencontre, la phase BVR se termine et le combat WVR commence. Cette forme de combat est pratiquement inchangée depuis la Seconde Guerre mondiale, et implique toujours les concepts de base que sont le combat tournoyant et le combat "énergie".
- Dans le combat tournoyant (appelé combat enroulé ou dogfight, parfois abrégé en dog)[5], l'avion tente de contourner l'ennemi, afin de se positionner derrière lui pour faire feu avec ses canons ou ses missiles à courte portée thermoguidés.
- Le combat "énergie" consiste à utiliser sa vitesse ou son altitude supérieure pour effectuer des attaques sur l'ennemi tout en conservant assez d'énergie pour empêcher celui-ci de donner la chasse.

La tactique à utiliser dépend des capacités relatives en WVR des différents avions. Un avion avec un taux de virage supérieur, mais un mauvais ratio poids-poussée aurait avantage à mener un combat tournoyant.
Le combat aérien moderne a été modifié avec l'apparition des missiles infrarouges « tous aspects », qui peuvent être tirés sur des cibles « hors ligne de visée » (à savoir à 90° ou même à 180° du nez de l'appareil). Ceci donne aux pilotes un net avantage, même quand ils ne sont pas en mesure de tourner suffisamment pour se placer derrière l'adversaire.
Les missiles les plus avancés supportent même les tirs « over the shoulder ».

### Tactiques modernes
Les tactiques modernes de combat aérien sont de deux types : manœuvres de combat de base (BFM), et manœuvres de combat aérien (ACM).
- Les tactiques BFM sont l'étude des manœuvres utilisées dans un engagement de 1 contre 1.

Quoique que le combat aérien ne soit pas un jeu d'échecs avec un catalogue strict de coups possibles, la compréhension des manœuvres de base de l'engagement WVR constitue un socle sur lequel le pilote peut s'appuyer durant les combats offensifs, défensifs et neutres.
Les BFM comprennent des manœuvres telles que le yo-yo haut (utilisé quand l'attaquant a un avantage de vitesse sur le défenseur et souhaite ne pas dépasser le défenseur, mais rester derrière) ou les ciseaux (se produit quand un attaquant et le défenseur sont en position neutre vis-à-vis l'un de l'autre et tentent de se placer dans la queue de l'autre).
- Les tactiques ACM se focalisent sur la coordination mutuelle entre les aéronefs d'une patrouille en vue d'isoler un bandit et de le tuer. L'accent est mis sur les communications (afin que le leader et les ailiers partagent la même compréhension de la situation) et des tactiques spécifiques visant à maintenir un combattant « engagé » (dans la lutte) et l'autre combattant en « support » (à l'écart du combat et en position de porter assistance à tout moment).

## Écoles de combat aérien

### France
- Armée de l'air :  après une formation initiale au vol au sein de l’École de Pilotage de l'Armée de l'Air à Cognac, les futurs pilotes de l'armée de l'air suivent une formation à l’École de l'Aviation de Chasse de Tours où ils obtiennent leur brevet de chasse.

Ils apprennent ensuite l’art du combat aérien à l’École de Transformation Opérationnelle de Cazaux.
- Marine nationale : après une sélection en vol au sein de l’École d'initiation au pilotage à Lanvéoc Poulmic (Bretagne), les futurs pilotes de l'aéronautique navale suivent une formation opérationnelle et maritime de pilote de chasse et de guet aérien confiée à Salon-de-Provence, Cognac et enfin en détachement au sein de l'US Navy à Meridian (Mississippi).

Ils suivent ensuite une transformation chasse sur Rafale et Super-Étendard modernisé au Centre d'Entraînement, d'Instruction et de Préparation de Missions de Landivisiau.

## Exercices

### Red Flag

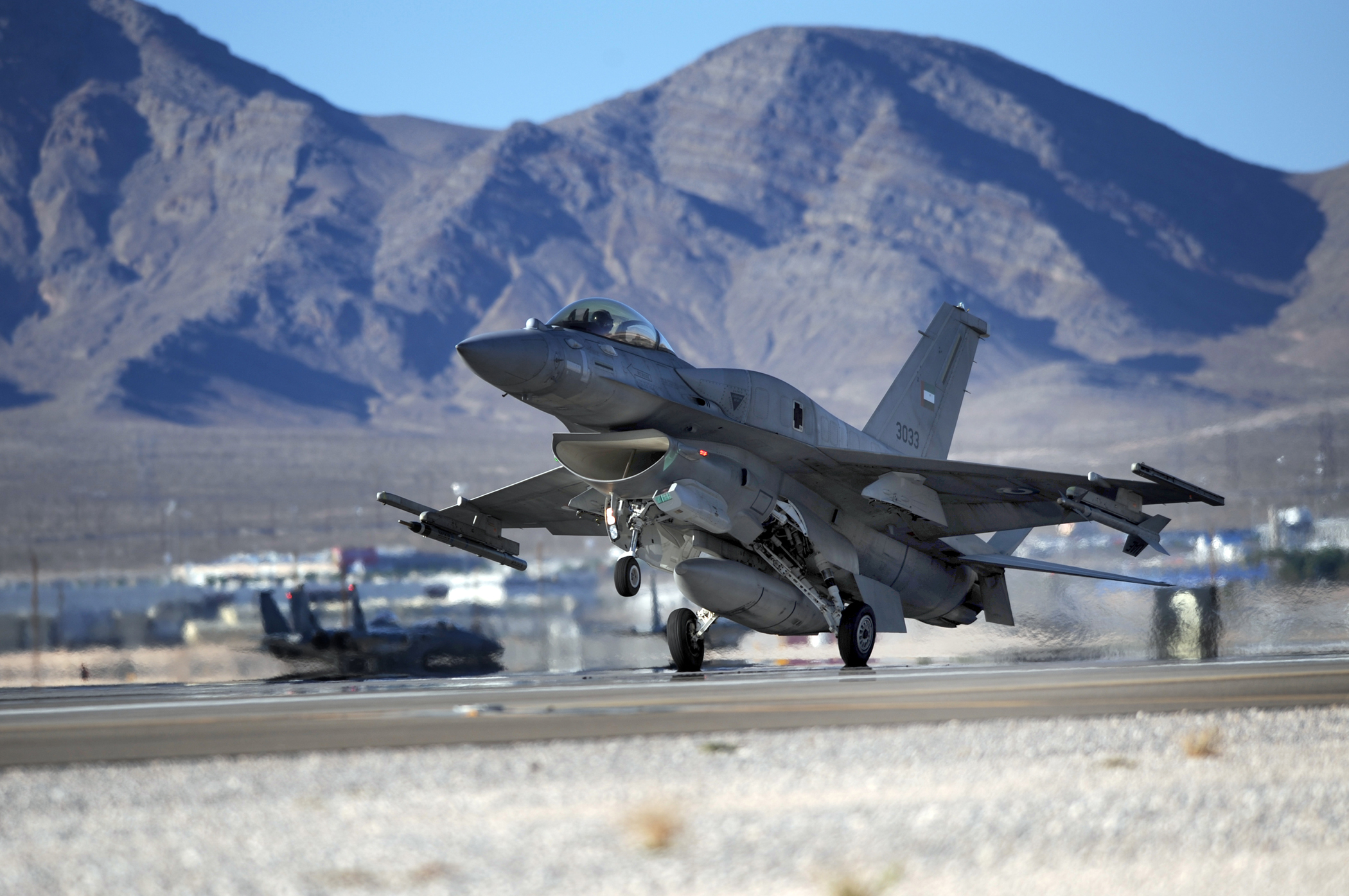
Atterrissage d'un F-16E de la Force aérienne des Émirats arabes unis à Nellis AFB durant un exercice Red Flag.

Créé en 1975, l'exercice Red Flag consiste à simuler les premiers jours d'un conflit majeur impliquant les forces aériennes d'une coalition. De nombreuses missions y sont menées : supériorité aérienne, attaque au sol et appui aérien, opérations de guerre électronique, de recherche et sauvetage au combat, ravitaillement en vol, détection et contrôle aéroporté.
Red Flag obéit à un scénario opposant les « Blue Forces » (forces aériennes amies) aux « Red Forces » (forces aériennes ennemies). Cet exercice donne la possibilité aux unités d'affiner leur aptitude au combat, de perfectionner leurs tactiques, leurs techniques et leurs procédures.
Pour les pays participant à cet exercice de haut niveau et de grande envergure, il s'agit de mettre en scène un conflit aérien d'une manière très réaliste.

### Maple Flag
Créé en 1978, l'exercice Maple Flag (en) se déroule sur la plus grande base aérienne canadienne, à Cold Lake. Cet exercice de combat aérien international de grande ampleur, très proche de la réalité, s’échelonne sur deux périodes de quinze jours chacune. L’objectif est de renforcer l’interopérabilité des forces aériennes au sein d’une coalition.

### Cruzex

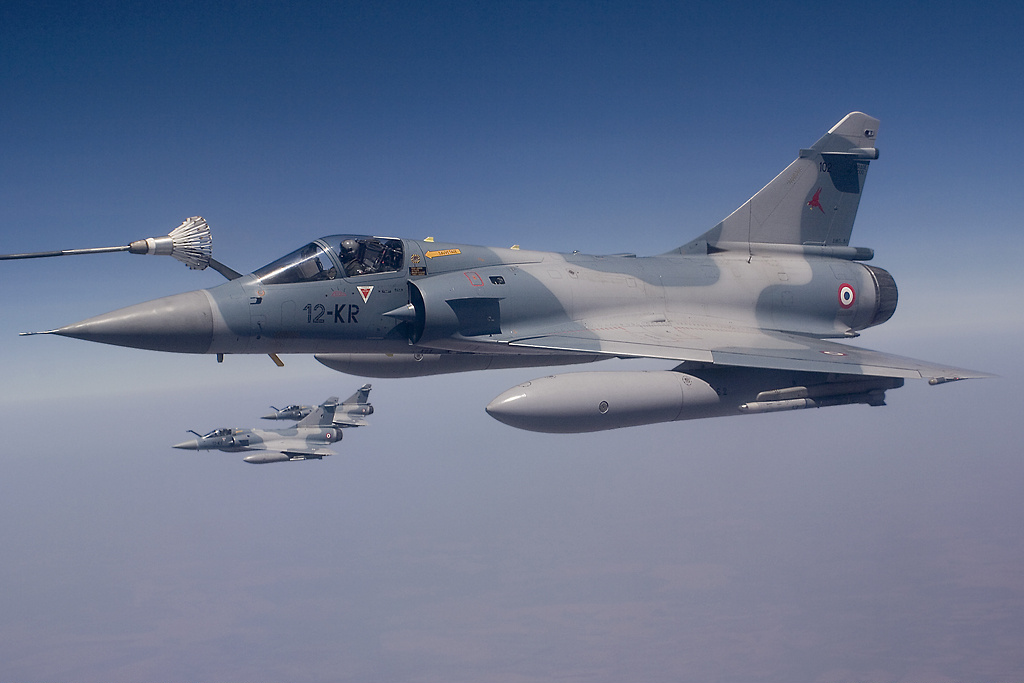
Trois Dassault Mirage 2000C français lors de l'exercice Cruzex de 2006.

L'exercice Cruzex (en) ((pt) : Exercício Cruzeiro do Sul) se déroule en Amérique du Sud. Plusieurs nations sud-américaines y participent ainsi que la France, la Guyane étant un département frontalier du Brésil.
Sur un scénario de type « opération de maintien de la paix mandatée par l'ONU », cet exercice a pour but d'entraîner, d'une part, les unités au déploiement longue distance et d'autre part, le personnel dans les structures JFACC (Joint Force Air Component Command) dans un cadre multinational. Il doit permettre également d'améliorer l'interopérabilité avec les moyens aériens des autres nations.

### Advanced Tactical Leadership Course (ATLC)
Le but de l'exercice ATLC est de qualifier « chef de mission » ses participants. Cette qualification permet de diriger l'organisation d'une mission aérienne de grande envergure. Il peut s'agir d'une mission de défense aérienne pure dont le but est de protéger une zone contre un ennemi belliqueux.
Ainsi, pendant les quatre semaines que dure l'exercice, les pilotes y prenant part ont la possibilité de s'aguerrir tactiquement à l'utilisation de leur système d'armes dans toutes sortes de missions complexes tout en bénéficiant d'un environnement réaliste, d'une restitution de bonne qualité et de la présence de différents participants étrangers.

### Tactical Leadership Program (TLP)
Chaque année, l'exercice TLP propose six sessions de quatre semaines d'entraînement tactique. Il offre aux équipages la possibilité de se déployer et d'opérer dans un environnement différent. L'objectif de ce programme est d'augmenter l'efficacité des forces aériennes de l'OTAN dans le cadre d'opérations combinées (COMAO-Combined air operation).
À l'issue de ce stage multinational complexe, les équipages qualifiés « chef de patrouille » se voient décerner le label « Mission Commander » ou chef de mission. Ils auront appris à gérer leur stress, à gagner l'adhésion de l'équipe et à travailler dans un contexte multiculturel.
Le diplôme certifiant l'acquisition des compétences de chef de mission est indispensable pour diriger des missions lors d'exercices d'envergure internationale comme Maple Flag au Canada, Red Flag aux États-Unis, ou bien encore Cruzex au Brésil.
L'exercice s'effectuait initialement en Belgique mais depuis l'été 2009 il se déroule à Albacete en Espagne.

### NATO Tiger Meet

Tornado ECR de la Luftwaffe lors du NATO Tiger Meet 2011 à Cambrai.

En 1960, à l'initiative de Pierre Messmer, ministre français de la Défense, est créée l'association « Tiger Squadron », avec un tigre pour emblème.
Grâce au succès du 1er Tiger Meet, la décision est prise de renouveler cet exercice tous les ans. Chaque année, l'organisation du NTM (Nato Tiger Meet) revient à l'un des escadrons appartenant à la NATO Tiger Association.

Cet exercice international à grande échelle est destiné à renforcer les liens entre ses membres, ainsi que le partage d'expérience.

Aujourd'hui, la NATO Tiger Association regroupe 19 membres.